# The Ass-Soul of Psycho-Path
The Ass-Soul of Psycho-Path je peti in zadnji studijski album slovenske alternativne rock skupine Psycho-Path, izdan leta 2008 pri založbi Moonlee Records. Beseda Ass-Soul v naslovu je besedna igra, saj se izgovarjava besede sliši podobno kot asshole, vulgarna angleška beseda za zadnjik.

## Kritični odziv
Na Radiu Študent je bil album uvrščen na 4. mesto Naj domače tolpe bumov, seznama najboljših slovenskih albumov leta.

### Priznanja
| objava        | uvrstitev | seznam                      |
| ------------- | --------- | --------------------------- |
| Radio Študent | 4.        | Naj domača Tolpa bumov 2008 |

## Seznam pesmi
Vse pesmi je napisala skupina Psycho-Path.
1. »Yukio Mishima Is Real!« – 5:25
2. »Musical Moment« – 3:56
3. »Incommunicado« – 5:51
4. »Goddamn Cocksucker« – 7:49
5. »Clean Slate« – 4:50
6. »Lobo, You Are Crazy« – 4:16
7. »War« – 4:15
8. »Bekkognition« – 10:45
9. »Cookie Jar« – 2:56
10. »New Blood« – 4:57
11. »Battle Royal« – 7:16

## Zasedba

### Psycho-Path
- Melanija Fabčič - Melée — vokal
- Jernej Šavel — kitara
- Sašo Benko — kitara
- Janez Žlebič — bas kitara
- Dominik Bagola — bobni, klavir (9)
- Štefan Kovač - Pipi — zvočni tehnik (v živo)

### Ostali
- Scott Bennett — kitara, spremljevalni vokal (8)
- Bobby MacIntyre — vokal, kitara, produkcija, snemanje, miksanje